# Come Back Home
«Come Back Home» — первый сингл корейской поп-группы 2NE1 с их второго студийного альбома 2014 года Crush.
Автором и продюсером песни стал корейский музыкант Тедди Пак, создавший большинство треков для 2NE1. «Come Back Home» сожержит в себе элементы стилей K-pop, электропопа, R&B и хип-хопа.
В первую же неделю после релиза сингл возглавил все основные корейские песенные хит-парады (Daum, MelOn, Olleh, Naver, Mnet, Cyworld, Genie, Soribada и Bugs), совершив так называемый all-kill..
Видеоклип «Come Back Home» появился 2 марта 2014 года. Глава YG Entertainment Ян Хён Сок сравнил видеоклип, его эстетику и идею с фильмом Матрица. В видеоклипе действие происходит в городе будущего, где люди предпочитают жить в виртуальной реальности вместо настоящего мира.

## Позиции в чартах
| Чарт (2014)                   | Наивысшая позиция |
| ----------------------------- | ----------------- |
| Gaon                          | 1                 |
| Billboard Korea K-Pop Hot 100 | 2                 |